# Taroesa

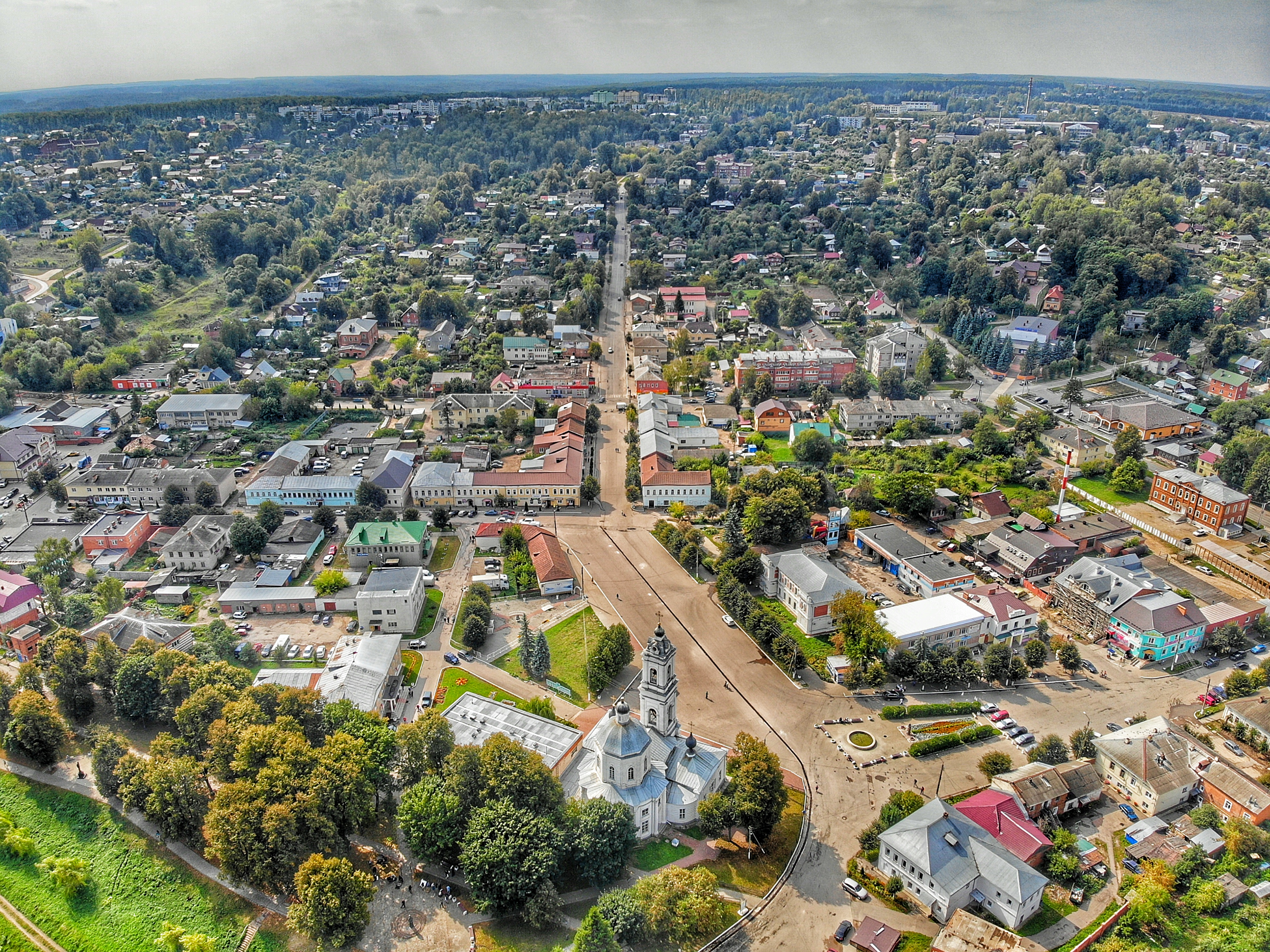
Taroesa

Taroesa (Russisch: Тару́са) is een kleine provinciestad in Rusland. Het behoort tot de gelijknamige rajon, dat weer behoort tot de oblast Kaloega (qua politieke en administratieve autonomie enigszins vergelijkbaar met een provincie). Taroesa ligt aan de monding van de rivier de Taroesa in de bredere Oka en ongeveer 70 kilometer van de gebiedshoofdstad Kaluga. Het heeft ongeveer 10.000 inwoners.
Taroesa lijkt op het Duitse Weimar, zowel in de zin dat buitenproportioneel veel (gezien de grootte van het plaatsje) mensen met grote, soms wereldwijde, culturele inbreng er verblijf hielden als door de afstand tot Moskou, wanneer men daar ongewenst was kon men toch in de buurt blijven. Het stadje is gelegen op de hoge oever van de Oka en daardoor landschappelijk gunstig gelegen. De afstand van iets meer dan 100 kilometer van Moskou maakte het voor met name veroordeelde dissidenten tot een legale mogelijkheid niet te ver van Moskou te verblijven.

## Geschiedenis
In 1246 werd Taroesa voor het eerst vermeld. 
In de 14e eeuw behoorde het tot het grootvorstendom Moskou. Het werd enkele malen door Krim-Tataren aangevallen. 
In de 18e eeuw herbouwde Catharina II van Rusland Tarusa volgens een algemeen plan, met een enorm Sobornaya-plein in het centrum en een fraaie Sobor (kerk). Vanuit het centrum liepen alle straten van Tarusa op een regelmatige manier. Het grootse ontwerp van Catharina II van Rusland voor de stad is nog steeds bewaard en zichtbaar. 
Tijdens de Napoleontische oorlog speelde het een rol in de bevoorrading van de Russische troepen. 
De Sovjetmacht in Tarusa werd gevestigd op 27 december 1917. In de daaropvolgende jaren werden alle kerken in de stad gesloten en werd er een monument voor Jozef Stalin opgericht op het centrale plein. Tijdens de Tweede Wereldoorlog naderden Duitse troepen Tarusa en namen de stad in op weg naar Moskou. De stad werd tussen 24 oktober en 19 december 1941 door de Duitsers bezet. Daarna werd de stad heroverd door het Rode Leger, dat in de winter onder Duits vuur de Oka overstak en de Duitse bolwerken op de bovenloop van de Oka aanviel. 

## Economie
Taroesa heeft een kunstkeramiekfabriek, een onderdeel van het Russische Ruimteonderzoeksinstituut en een melkfabriek.

## Bekende inwoners
Veel Russische beroemdheden woonden hier, om een van bovengenoemde redenen. Enkele waren:
- Marina Tsvetajeva (Russische dichter en schrijver)
- Konstantin Paustovski (Russisch schrijver)
- Andrej Tarkovski  (Russisch regisseur)
- Maxim Osipov  (Russisch cardioloog en schrijver)

## Bezienswaardigheden
Bezienswaardig zijn onder andere:
- De Wederopstandingskerk (17e eeuw)
- De Peter en Pauluskerk (18e eeuw)
- De schilderijengalerij
- Het museum
- Gedenksteen op plaats waar Marina Tsvetajeva aangaf graag begraven te willen worden
- Graf van Konstatin Paustovski (op de stadsbegraafplaats)